# Schimmel (Pferd)

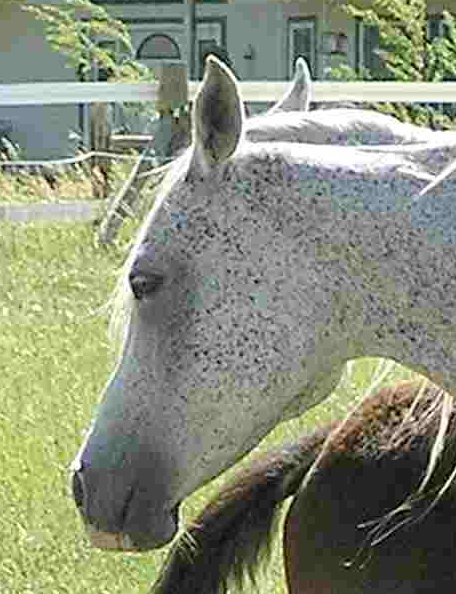
Fliegenschimmel

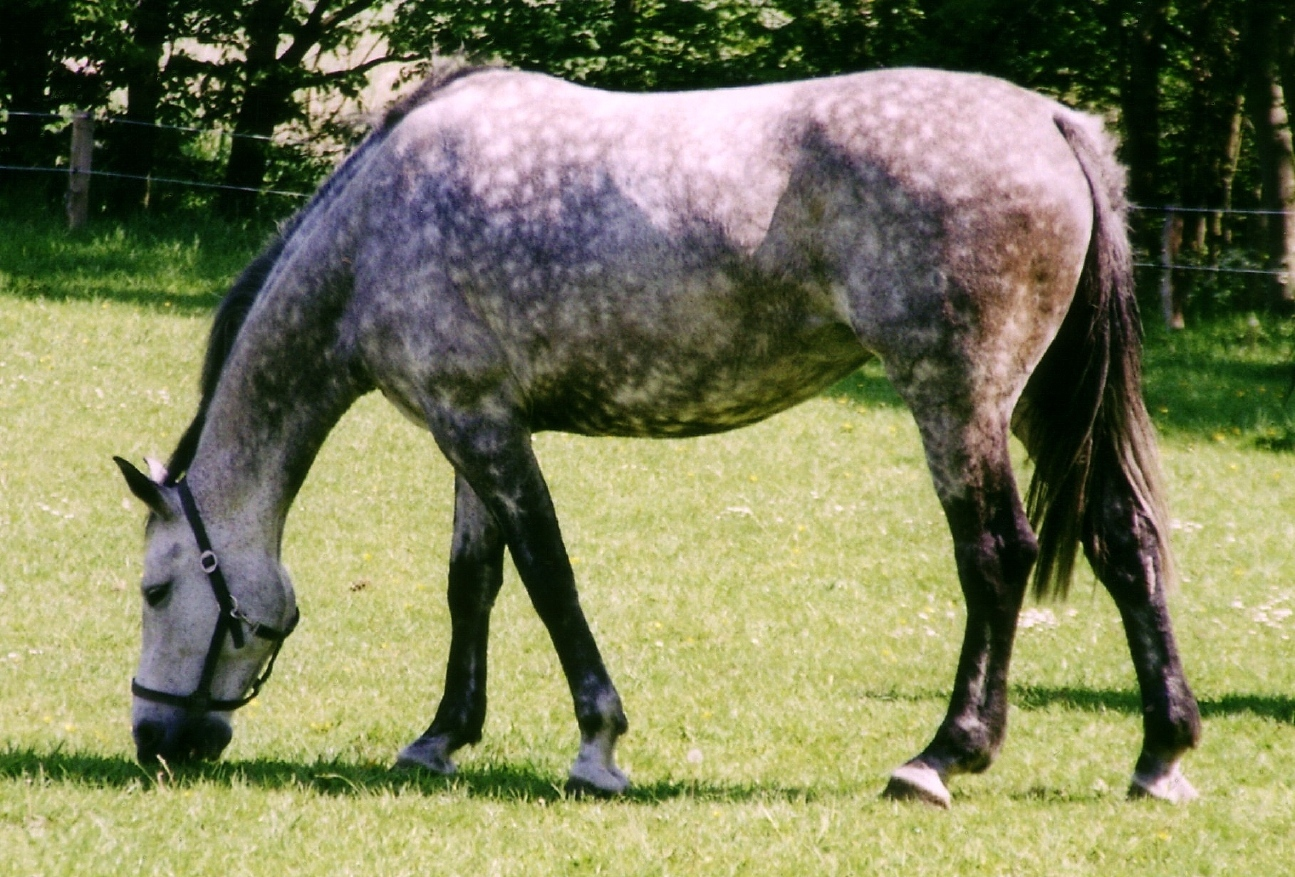
Apfelschimmel (Holsteiner)

Ein Schimmel ist ein weißes Pferd beliebiger Rasse. 
Die moderne Pferdezucht verwendet den Ausdruck Schimmel im engeren Sinne. Ein echter Schimmel ist ein Pferd, das mit beliebiger Fellfarbe geboren wird und aufgrund des Grey-Gens im Lauf der Jahre weiß wird (ausschimmelt). Jeder Träger des Grey-Gens ist ein Schimmel und kann das Gen vererben.

## Echte Schimmel

### Das Ausschimmeln
Ein echter Schimmel ist Träger des Grey-Gens und wird mit der durch die anderen Farbgene festgelegten Grundfarbe geboren. Er ist also anfangs meist nicht weiß, sondern ein Fuchs, Brauner, Rappe oder er kann auch jede beliebige andere Farbe und Farbvariante haben. Im Laufe der Jahre bekommt das Pferd dann immer mehr weiße Haare, es schimmelt aus. Die Farbe von Haut, Iris, Auge und Hufen bleibt im Erwachsenenalter erhalten, jedoch tritt bei sehr alten Schimmeln öfter auch hier Vitiligo – die Weißfleckenkrankheit – auf. Beim Ausschimmeln verliert das Tier fortschreitend die Farbpigmente in Fell und Langhaar: Zuerst werden die Haare im Gesicht und in den Flanken weiß, so dass man Schimmelfohlen oft an einem grauen Kranz um Auge und Nüstern erkennen kann. Das ursprüngliche dunkle Fell ist an diesen Stellen schon dem helleren Fell eines Schimmels gewichen. Das Ausschimmeln kann unterschiedlich lange dauern, doch irgendwann werden alle Schimmel weiß.

### Bezeichnungen für Farb- und Zeichnungsvarianten des Schimmels
In der Zeit der Ausschimmelung unterscheiden sich Schimmel durch ihre Färbung. So spricht man in dieser Zeit von Braunschimmeln, Rotschimmeln, Rappschimmeln, Fuchsschimmeln und Grauschimmeln; bei einem Apfelschimmel sind die dunkleren Bereiche in (Halb-)Kreisen angeordnet.
Beim „fertigen“ Schimmel unterscheidet man folgende Färbungen: Der Atlasschimmel ist vollkommen weiß, der Fliegenschimmel besitzt kleine rote, braune oder schwarze Tupfen im Fell, und der Rosenschimmel hat kleine rote Tupfen im Fell.

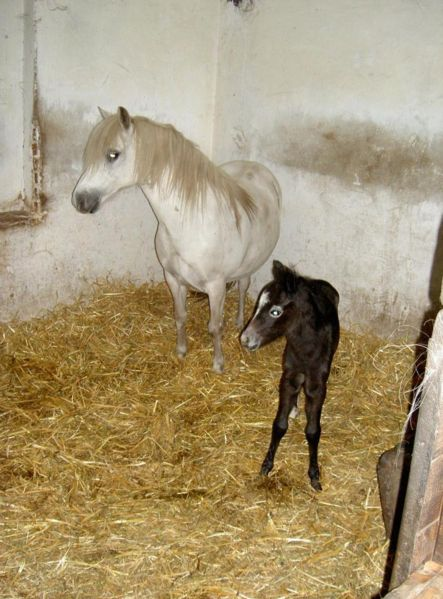
Schimmelstute mit Schimmelfohlen mit weißem Kranz um die Augen
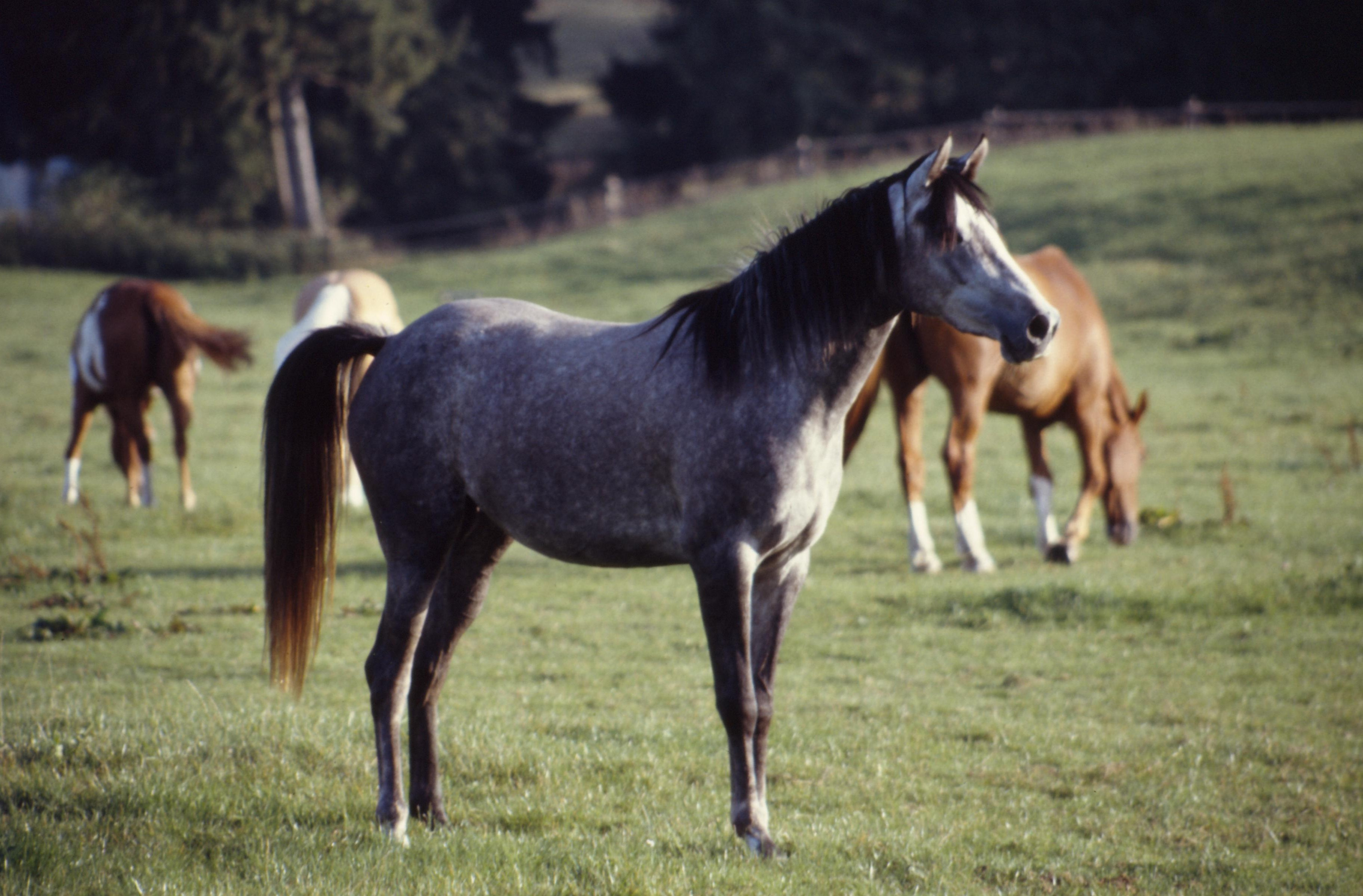
Dreijährige Schimmelstute (Araberkreuzung), man sieht schon deutlich, dass sie einmal weiß werden wird
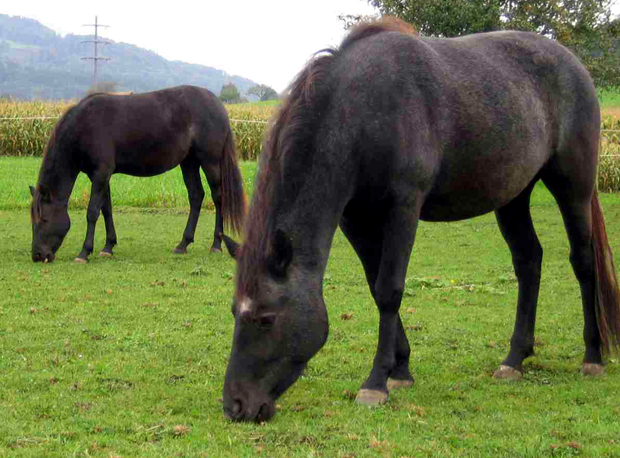
Das vordere Tier ist ebenfalls eine dreijährige Schimmelstute, sie ist aber immer noch fast schwarz, da sie ungewöhnlich langsam ausschimmelt

### Rassen
Die Schimmelfarbe ist recht häufig und kommt bei den meisten Pferderassen vor. Es gibt einige Rassen, die meist oder ausschließlich Schimmel sind. Beim Camargue-Pferd gibt es nur Schimmel. Lipizzaner, Andalusier, Shagya-Araber und Boulonnais sind meist Schimmel. Kladruber sind entweder Rappen oder Schimmel.

### Genetik
Das Grey-Gen (auch Gray-Gen) befindet sich auf Chromosom 25. Eine Studie zeigte, dass alle Schimmel dieselbe Genmutation besitzen. Es handelt sich um eine Mutation des STX17-Gens (Syntaxin-17-Gen), die dazu führt, dass dieses Gen überexprimiert wird. Es wird vermutet, dass die Mutation das Wachstum von Melanozyten anregt, mit dem Ergebnis, dass einige Stammzellen der Melanozyten, die für die Färbung der Fellhaare zuständig sind, vorzeitig absterben, während sich gleichzeitig Melanozyten in der Haut übermäßig ausbreiten.
Das Grey-Gen (G) ist dominant gegenüber dem Wildtyp (g). Pferde, die von beiden Elternteilen das Schimmelgen geerbt haben (GG), sehen also genauso aus wie Pferde, die nur ein Allel des Gens haben (Gg). Um die normale Farbe beizubehalten, muss die Genkombination gg vorliegen.
Die dominant-rezessive Vererbung des Grey-Gens folgt den Mendelschen Regeln:

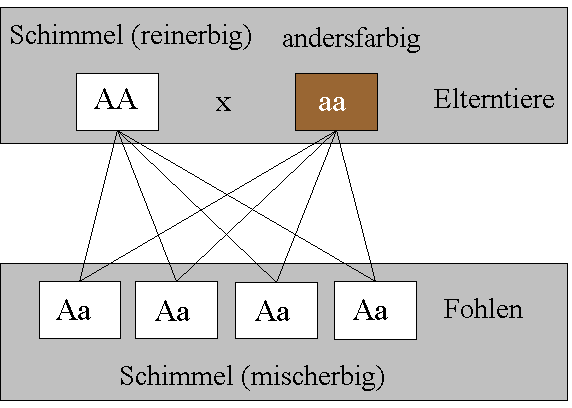
Wird ein reinerbiger Schimmel mit einem Pferd anderer Farbe angepaart, so sind alle Fohlen mischerbige Schimmel.
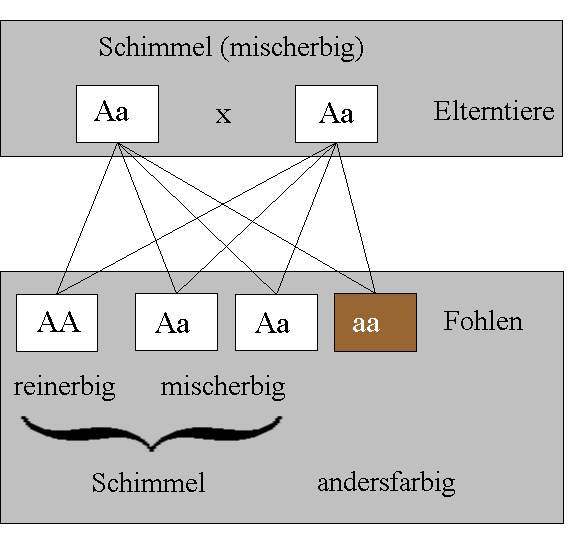
Werden zwei mischerbige Schimmel miteinander gepaart, so ist das Fohlen mit einer Wahrscheinlichkeit: von 25 % ein reinerbiger Schimmel, von 50 % ein mischerbiger Schimmel, von 25 % andersfarbig.
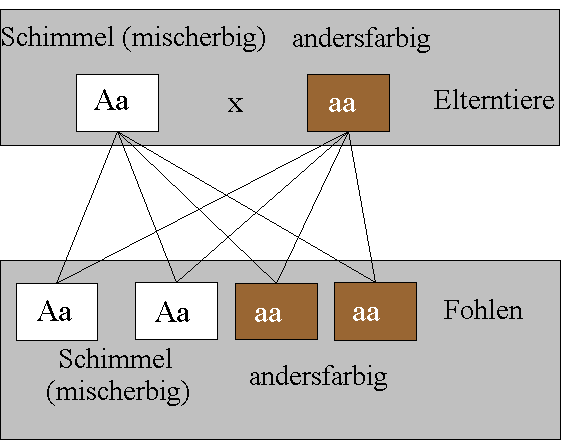
Wird ein mischerbiger Schimmel mit einem andersfarbigen Pferd gepaart, so ist das Fohlen mit einer Wahrscheinlichkeit: von 50 % ein mischerbiger Schimmel, von ebenfalls 50 % andersfarbig.

### Auswirkungen auf die Gesundheit

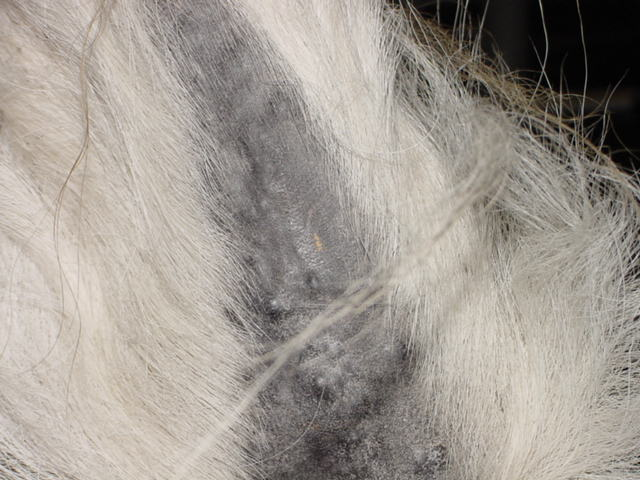
Unterseite der Schweifrübe eines Schimmels mit mehreren Melanomen

Das Grey-Gen beeinflusst die Expression von zwei Genen: das Silver-Gen und TYRP1, dessen Mutationen oculocutanen Albinismus Typ 3 hervorrufen (OCA3). Dadurch sind Schimmel im Alter besonders für Melanome anfällig, die aber gutartig sind und bei denen die Tumormarker ähnlich ausgeprägt sind wie bei den gutartigen  blauen Nävi (Naevi caerulei) des Menschen. Den Melanosomen (Farbstoffkörnchen) fehlt die sonst übliche innere Struktur und sie fusionieren oft mit anderen Melanosomen desselben Melanozyten (farbstoffbildende Zelle).
Im Gegensatz dazu sind Melanome bei Pferden, die keine Schimmel sind, oft bösartig. Diese bösartigen Melanome können auch bei Schimmeln auftreten, sind dort aber nicht häufiger als bei farbigen Pferden.

## Schimmel im weiteren Sinne

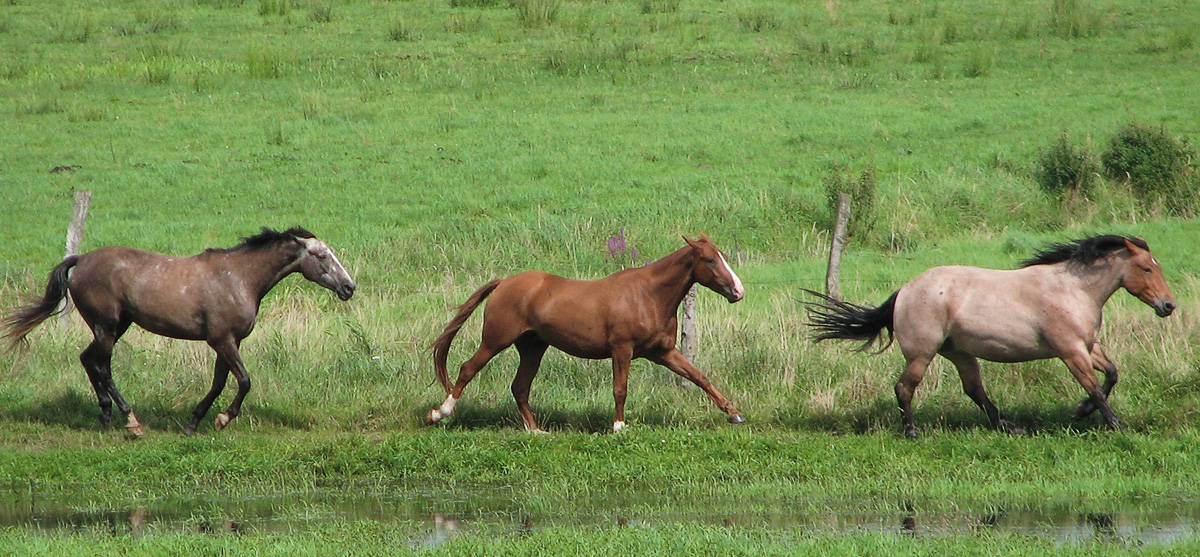
Unterscheidung zwischen Schimmeln und stichelhaarigen Pferden (roan):
links: ein Schimmel mit brauner Grundfarbe, der Kopf ist schon deutlich weiß
rechts: ein stichelhaariger Brauner, der Kopf ist deutlich dunkler als der Körper

Im weiteren Sinne wird das Wort Schimmel oft für alle Pferde mit völlig weißem Fell verwendet. Pferde, deren Fellfarbe durch eine erhebliche Menge an weißen Stichelhaare aufgehellt ist, werden Dauerschimmel oder Blauschimmel genannt. 
Zeigt ein weißes Pferd am Körper rosa Haut (der „richtige“ Schimmel hat immer schwarze Haut), dann handelt es sich um eine der anderen Farben.
Neben Schimmeln können folgende Pferdefarben zu einem völlig weißem Fell führen:
| Bezeichnung                               | Unterscheidung zum echten Schimmel |
| ----------------------------------------- | --- |
| Weißisabellen:                            | Weißisabellen unterscheiden sich vom Schimmel durch rosa Haut und blaue Augen. Das Fell hat einen leicht goldenen oder silbernen Schimmer. |
| Dominant weißes Pferd:                    | hellbraune Augen und rosa Haut, absolut weißes Fell |
| Maximale Schecken:                        | unterschiedliche Augenfarbe, schneeweißes Fell, rosa Haut |
| Stichelhaariges Pferd oder Dauerschimmel: | Unterscheidet sich durch das dunkle Gesicht, wird aber verwirrenderweise manchmal auch als Blauschimmel, Rotschimmel oder Braunschimmel bezeichnet. Die Menge der weißen Haare wechselt mit den Jahreszeiten, das Pferd wird aber im Laufe des Lebens nicht heller. |
| Rabicanos                                 | werden vor allem im Bereich des Brustkastens und oben auf dem Schweif hell, Beine, Hüfte, Schulter, Kopf und Hals bleiben dunkel. |
| Varnish roan:                             | Im Gesicht bleibt, während das Pferd im Laufe seines Lebens heller wird, eine dunkle V-Zeichnung erhalten, dunkles Fell reicht bis zu den Knien und Sprunggelenken, dunkle Flecken am Beinansatz.                                                                   |
| Sabino:                                   | Es ist immer mindestens eine Blesse, meist eine Laterne im Gesicht vorhanden. Meist kommen noch Abzeichen an den Beinen hinzu. Mähne und Schweif werden, wenn Stichelhaare auftreten bevorzugt weiß.                                                                |
| Rappwindfarbene Pferde                    | haben nicht schwarze und weiße Haare vermischt, sondern an den dunklen Stellen gleichmäßig graues Fell (ähneln den Apfelschimmeln) |
| Volltiger:                                | Die dunklen Flecken sind nicht fliegengroß, sondern walnuss- bis apfelgroß (ähneln dem Fliegenschimmel) |

## Schimmel in Folklore, Religion und Literatur
- Veneter (Adria): In Heiligtümern der Veneter wurden nur Schimmel geopfert.[15]
- Arabien: Bei den Arabern war der Schimmel ein Symbol für Erfolg und Glück, weiße Pferde wurden häufig geopfert oder waren Teil feierlicher Zeremonien[9]
- Polen: „Hast Du nie auf einem Schimmel gesessen, hast Du nie ein gutes Pferd geritten.“ – Altpolnisches Sprichwort
- Keltische Mythologie: In der irisch-keltischen Mythologie ist ein Schimmel das Symbol für den Tod.
- Germanische Mythologie: Tacitus schreibt in seiner Germania (10), dass die Germanen darauf aus waren, "auch von Pferden Vorbedeutungen und Mahnungen auszuforschen. Sie werden [...] öffentlich in Gehölzen und Hainen gehegt, (und sind) weiß von Farbe (...)".

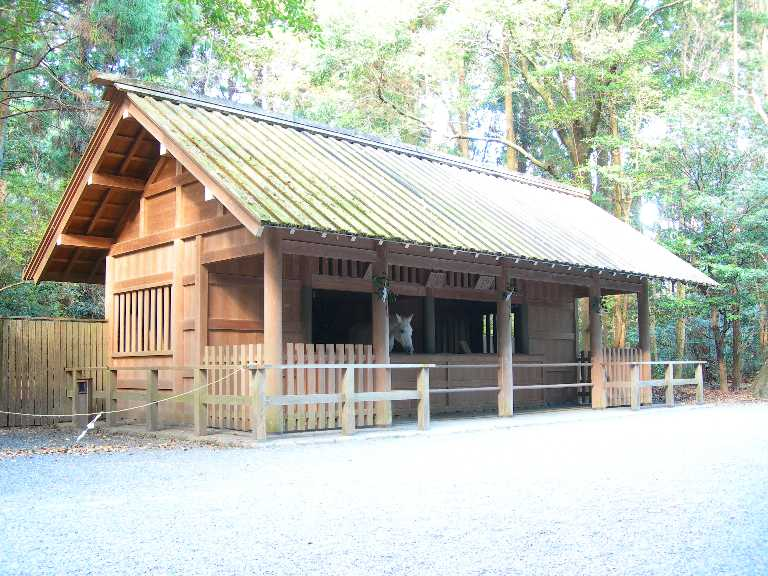
Schimmel im Ise-Schrein in Japan

- Japan:Schimmel im Ise-Schrein in Japan
In Japan wird Frauen eine besondere Beziehung zu Pferden, insbesondere Schimmeln, zugesprochen. Um eine solche Verzauberung zu verhindern, darf eine Frau einem Pferd die Brust nicht zeigen oder muss bei der Begegnung mit einem Schimmel ausweichen. Hat ein Pferd aber einmal eine Frau verzaubert, so hält es beharrlich an ihr fest und wird die Bezauberte nicht mehr loslassen, selbst wenn man es tötet. In mehreren japanischen Sagen verlieben sich Pferde in eine Frau – mit unterschiedlichem, aber meist unglücklichem Ausgang; so wird einer solchen Beziehung beispielsweise die Entstehung der Seidenraupe zugeschrieben.[16]
Das aouma no sechie („Fest der weißen Pferde“) war wohl ursprünglich ein Fruchtbarkeitsritual. Darauf geht zurück, dass Schimmel als Glücksbringer gelten. So heißt es, dass demjenigen, dem am 7. Tag des Neujahrsmonats ein Schimmel begegnet, im kommenden Jahr alles Unglück fernbleiben wird. Das weiße Pferd war wohl ursprünglich als heiliges Tier des Himmels für den alltäglichen Gebrauch tabu.[16]
Diese Vorstellung hat sich auch mit dem Glauben an Pferde als Götter oder Herren über einen Teich oder See verbunden, wobei diese Pferde sehr oft Schimmel sind.[16]
- In Theodor Storms Novelle Der Schimmelreiter verkörpert ein als Klepper gekaufter Schimmel das Unheimliche, Geisterhafte der Hauptfigur Hauke Haien.